# Macropis fulvipes
Macropis fulvipes är en biart som först beskrevs av Fabricius 1804. Macropis fulvipes ingår i släktet lysingbin, och familjen sommarbin.

## Beskrivning
Kroppen har svart grundfärg med övervägande gulbrun behåring på huvud och mellankropp. Pälsen hos honorna är glesare än hos hanarna. 3:e och 4:e tergiterna hos honorna, 3:e till 5:e hos hanarna, har vita hårfransar i bakkanterna. Honorna har ljusgula pollenkorgar på bakskenbenen, medan hanarna har gult ansikte. Honan blir 8 till 9 mm lång, hanen inte mer än 8 mm.

## Underarter
Arten har två underarter:
- Macropis fulvipes fulvipes (Fabricius, 1804)
- Macropis fulvipes macedonica Warncke, 1973

## Ekologi
Biet lever i habitat som skogsbryn och -gläntor, våtmarker, parker och trädgårdar. Arten samlar inte bara pollen utan även växtoljor till sina larver; i detta födosök är den starkt specialiserad till lysingväxter, främst penningblad och praktlysing. Nektar för eget bruk hämtar den emellertid från många olika blommor. Flygtiden varar från juni till augusti; honorna slutar senare än hanarna.

### Fortplantning
Honan gräver ut ett larvbo i jorden, främst i sluttningar som lodräta lerväggar, flodbankar eller sluttande ängsmark. Hon lägger ett ägg i varje larvcell; dessa provianteras sedan med en blandning av insamlade växtoljor och pollen samt tillsluts med ett vaxliknande sekret. Avkomman övervintrar som vilolarver i puppkokongerna. Det är osäkert om arten har någon boparasit, men det antas att brokadbi snyltar på bona.

## Utbredning
Macropis fulvipes finns i större delen av Europa med undantag för Storbritannien, Grekland, Portugal, Island, Norge och Sverige.
I Finland förekommer arten i de södra delarna av landet, från Åland och sydkusten norrut till Mellersta Österbotten, Mellersta Finland och Norra Savolax. Arten är klassificerad som livskraftig (LC) i landet.
Arten saknas i Sverige, men den är nära släkt med lysingbi, som är vanlig i landet, och svenska Artdatabanken gör bedömningen att den snart kommer att påträffas i Skåne eller Uppland.

## Status
IUCN klassificerar arten globalt som livskraftig, men populationen minskar. Främsta anledningen anses vara minskningen av de främsta värdväxternas, lysingarternas, habitat på grund av agrikulturella åtgärder.